# Куршаб (река)
Курша́б (Куршап, Куршабдарья, в верхнем течении — Гульча, Гюльчё) — река в Ошской области Кыргызстана, левый приток Карадарьи в бассейне Сырдарьи. Впадает в Андижанское водохранилище.
Река, исток которой расположен на склонах Алайского хребта, имеет длину 157 км. Площадь бассейна составляет 3750 км². Куршаб протекает в глубокой долине, принимая по пути много притоков. Средний расход воды в устье 24,6 м³/с. Наибольшие значения расхода (58,6 м³/с) отмечаются в июне, наименьшие 10,9 (м³/с) — в феврале.
Питание реки — снегово-ледниковое. В мае-июне проходят селевые паводки.
Летом воды Куршаба часто не доходят до реки Карадарья, так как разбираются для орошения. Для водозабора используется боковое водозаборное сооружение ковшового типа, построенное в 1954 году.